# Peace on Earth/Little Drummer Boy
Peace on Earth/Little Drummer Boy è un canto natalizio interpretato da David Bowie e Bing Crosby, pubblicato dalla RCA il 27 novembre 1982. È composto dai brani The Little Drummer Boy, scritto nel 1941 da Katherine Kennicott Davis, e da Peace on Earth, scritto appositamente da Ian Fraser, Larry Grossman e Alan Kohan per l'incisione di Bowie e Crosby.
Il 45 giri ebbe un buon successo commerciale e raggiunse il 3º posto della Official Singles Chart; divenne uno dei singoli più venduti di Bowie e si stima che solo nel Regno Unito ne siano state vendute più di 400 000 copie. Diventata un classico di Natale negli Stati Uniti, Canada e Regno Unito, la canzone è stata definita uno dei duetti di maggior successo nella storia della musica.

## Registrazione
Crosby si trovava in Gran Bretagna per una serie di concerti e fu invitato negli Elstree Studios per condurre lo speciale televisivo Bing Crosby's Merrie Olde Christmas sul tema "Natale in Inghilterra". Bowie fu uno dei personaggi invitati a partecipare anche perché gli studi si trovavano vicino alla sua casa londinese. Nella trasmissione, Crosby presentò anche il video di Heroes, l'ultimo singolo di Bowie pubblicato il 23 settembre di quell'anno.
La scena del duetto fu registrata l'11 settembre 1977 in esclusiva per lo speciale televisivo di Crosby, che sarebbe morto il mese dopo. L'apparizione di Bowie alla trasmissione fu vista come surreale perché avvenne in un momento in cui il musicista inglese stava cercando di normalizzare la propria carriera. Fu quindi una sorpresa l'accostamento di Crosby, tradizionale icona delle canzoni natalizie, in particolare White Christmas, con una stella del rock come Bowie, che avrebbe in seguito ammesso di essere intervenuto perché sapeva che avrebbe fatto piacere a sua madre.
Qualche ora prima di andare in onda, fu proposto a Bowie di cantare The Little Drummer Boy ma questi rispose che la odiava e si rifiutò, chiedendo gli sottoponessero qualcos'altro. In breve tempo un gruppo di musicisti presenti negli studi scrisse il nuovo testo Peace on Earth e arrangiarono la musica di The Little Drummer Boy in modo che si adattasse al nuovo testo. Bowie si convinse e la cantò, mentre Crosby lo accompagnò in contrappunto con una parte del vecchio testo per unirsi a cantare ad una voce in alcuni tratti. I due la registrarono dopo aver provato una sola ora.
Crosby, che si disse soddisfatto di Bowie e del suo contributo, sarebbe morto il 14 ottobre successivo. Lo spettacolo fu mandato in onda con la presentazione della vedova di Crosby, negli Stati Uniti il 30 novembre 1977 dalla CBS e nel Regno Unito la vigilia di Natale dello stesso anno dalla ITV.

## Pubblicazione e accoglienza
Il brano fu per alcuni anni disponibile in un bootleg con Heroes sull'altro lato. Fu pubblicato nel 1982 dalla RCA Records, completo del dialogo tra Bowie e Crosby prima della canzone, e sul lato B fu posto Fantastic Voyage, traccia d'apertura dell'album Lodger di Bowie del 1979. Bowie non fu soddisfatto di questa scelta, che acuì le già esistenti tensioni tra il cantante e la casa discografica, e lasciò la RCA poco dopo.
Il singolo entrò nella classifica britannica nel novembre 1982 e arrivò al 3º posto, diventando uno dei 45 giri di Bowie venduti più velocemente, con oltre 250 000 copie il primo mese e con un totale stimato di 445.424 nel Regno Unito, nonché uno dei suoi 45 più venduti in assoluto. Da allora è stato ripetutamente inserito nelle compilation britanniche di canzoni natalizie e in molte trasmissioni televisive. Negli USA e in Canada è stato regolarmente mandato in onda durante le feste natalizie e nel novembre 1995 la Oglio Records ne pubblicò un CD speciale contenente l'intera versione audio e l'intero video.
Nel 1998 il singolo raggiunse la 2ª posizione nelle classifiche canadesi. Nel novembre 2010, la Collector's Choice Music pubblicò negli Stati Uniti un 45 giri in vinile rosso a tiratura limitata a 2 000 copie di Peace on Earth/Little Drummer Boy recante sul lato B il duetto tra Bing Crosby e Ella Fitzgerald della canzone White Christmas registrata nel 1953..

## Tracce
1. Peace on Earth/Little Drummer Boy (David Bowie, Larry Grossman, Ian Fraser, Buz Kohan / Katherine K. Davis, Henry Onorati, Harry Simeone) – 4:23
2. Fantastic Voyage (David Bowie) – 2:55

## Musicisti
- David Bowie: canto, piano in Fantastic Voyage
- Bing Crosby: canto
- Musicisti non accreditati in Peace on Earth/Little Drummer Boy
- Adrian Belew: mandolino in Fantastic Voyage
- Dennis Davis: percussioni in Fantastic Voyage
- Tony Visconti: controvoce e mandolino in Fantastic Voyage
- Brian Eno: ambient drone in Fantastic Voyage
- Simon House: mandolino in Fantastic Voyage
- Sean Mayes: piano in Fantastic Voyage

## Nella cultura di massa
- Nel 1997, il DJ Bob Rivers ne pubblicò una parodia nel brano Rummy Rocker Boy dell'album More Twisted Christmas, con un musicista di heavy metal di nome "Roach" che fa visita a un'imitazione di Crosby.
- Craig Kilborn e Bob Mould degli Hüsker Dü si esibirono in una parodia della canzone per Comedy Central nel periodo natalizio.
- Nel 2001, Anthony Rapp ed Everett Bradley inserirono una loro cover del brano nella compilation Broadway Cares - Home for the Holidays.
- Una parodia ne è stata pubblicata su Internet come regalo di Natale cantata da due personaggi di The Venture Bros..
- Aled Jones e Terry Wogan ne hanno pubblicato una versione intitolata BandAged in occasione e in favore del BBC Children in Need Appeal 2008. Uscito come singolo nel dicembre 2008, ha raggiunto la terza posizione nella classifica del Regno Unito.
- Nello special televisivo A Colbert Christmas: The Greatest Gift of All! della Comedy Central, un duetto di Stephen Colbert e Willie Nelson ha fatto una parodia del brano.
- In un episodio della trasmissione satirica SuperNews! della Current TV, pupazzi animati raffiguranti Barack Obama e Joe Biden ne hanno cantato una parodia.
- Nel dicembre 2010, alcuni comici statunitensi hanno fatto parodie della canzone, tra questi Jack Black e Jason Segel per College Humor;[8] Will Ferrell e John C. Reilly per Funny or Die[9] e ancora Black con Jimmy Fallon nel talk-show Late Night with Jimmy Fallon;[10]
- Michael Bublé ne ha fatto una cover.
- Nel podcast Hollywood Babble-On, i conduttori Ralph Garman e Kevin Smith cantano il brano ogni Natale.

## Classifiche di vendita
| Classifica                              | Posizione raggiunta |
| --------------------------------------- | ------------------- |
| Billboard Canadian Singles Chart (1998) | 2                   |
| Official Singles Chart (1982)           | 3                   |
| Billboard Hot 100 (2003)                | 43                  |

### Certificazioni
- Regno Unito - British Phonographic Industry: disco d'argento nel 1982